# Salbutamol
El salbutamol (DCI) o albuterol es un agonista β2 adrenérgico de efecto rápido utilizado para el alivio del broncoespasmo en padecimientos como el asma y la enfermedad pulmonar obstructiva crónica (EPOC).
El sulfato de salbutamol puede administrarse por inhalación para producir un efecto directo sobre el músculo liso de los bronquios. 

## Historia
En el año 1948, Raymond P. Ahlquist descubrió la existencia de dos tipos de receptores adrenérgicos, denominados α y β. En el año 1967, A.M. Lands y colaboradores descubrieron una subdivisión de los receptores β—llamados β1 y β2—con los primeros presentes en el corazón y los segundos en la musculatura lisa bronquial.
Con este descubrimiento, en 1969, la compañía farmacéutica Allen & Hanburys—después parte de GlaxoSmithKline—empezó a producir salbutamol con nombre comercial de 'Ventolin', un estimulante selectivo de los receptores β2 adrenérgicos.
El Salbutamol estuvo disponible en el Reino Unido en 1969 y en los Estados Unidos en 1980.

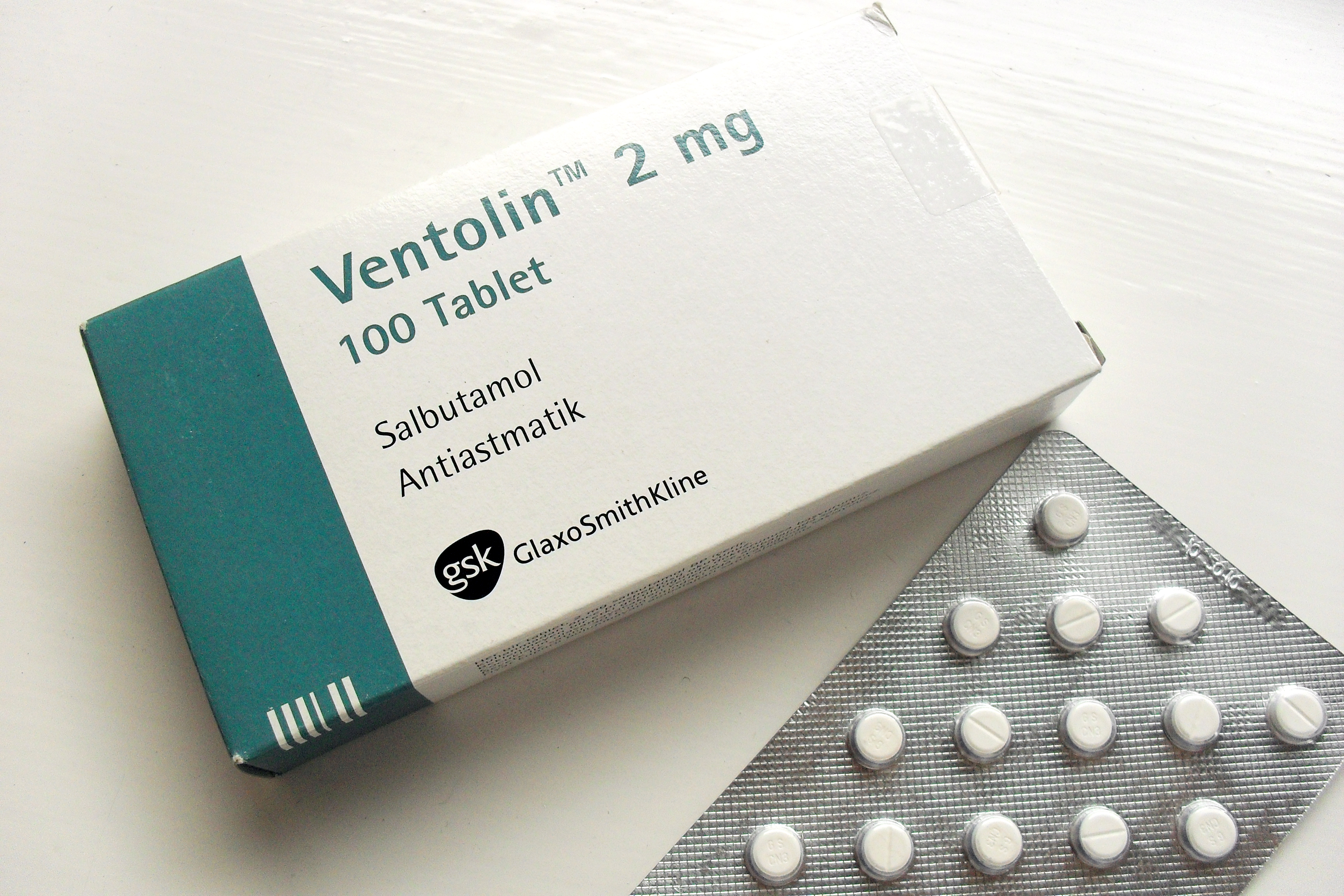
Formulación oral de salbutamol (marca Ventolin) tal como se expende en Turquía.

## Descripción
Se vende salbutamol de forma racémica. El enantiómero R-(−)-salbutamol es responsable de los efectos broncodilatadores y antiinflamatorios; el enantiómero (S)-(+)-salbutamol, sin embargo, es asociado a hiperactividad en vías respiratorias y con un efecto pro-inflamatorio. Bloquea las vías metabólicas asociadas con la eliminación de sí mismo y del R-enentiómero. Se cree que la exacerbación paradójica del asma con el uso regular de albuterol racémico inhalado en las personas está relacionada con la acumulación preferencial de S-albuterol en el pulmón, que tiene un metabolismo mucho más lento que el R-albuterol.

## Farmacodinámica

### Mecanismo de acción
El grupo de tert-butil en salbutamol se hace preferir los receptores β2, que son los receptores primarios en el músculo liso bronquial. Cuando se activan estos receptores, adenilil ciclasa convierte ATP a cAMP, que empieza la transducción de señal. Esta inhibe la fosforilación de miosina y baja la concentración intracelular de iones de calcio —la fosforilación de miosina y los iones de calcio son necesarios para la contracción muscular. El aumento de cAMP también inhibe las células inflamatorias en la vía respiratoria—como basófilos, eosinófilos y especialmente mastocitos—de secretar mediadores de inflamación y citocinas. Salbutamol y las otras agonistas β2 también aumenta la conducción de canales que reaccionan a la concentración de iones de calcio o potasio, y esto dirige a la hiperpolarización y el relajar de los músculos lisos bronquiales. Otros mecanismos de acción de los antagonistas adrenérgicos β2 son: 
- Prevención de liberación de mediadores a partir de mastocitos pulmonares humanos aislados.
- Prevención de la fuga microvascular y, por lo tanto, desarrollo de edema de la mucosa bronquial después de la exposición a mediadores,como histamina, LTD4 y prostaglandinas D2.
- Aumento de la secreción de moco en las glándulas submucosas y del transporte de iones a través del epitelio de las vías respiratorias.
- Reducción de la neurotransmisión en los nervios colinérgicos de las vías respiratorias humanas por la acción al nivel de los receptores presinápticos para inhibir la liberación de ACh.[12]

### Interacciones
Puede producir una broncoconstricción grave en asmáticos que usen β-bloqueantes no cardioselectivos por antagonismo. También interactúa con xantinas, glucocorticoides, diuréticos, glucósidos digitálicos, laxantes de uso prolongado produciendo hipocalemia. Puede aumentar el riesgo de manifestaciones cardiovasculares si interactúa con IMAO y antidepresivos tricíclicos.[cita requerida]

## Uso clínico
Salbutamol se usa típicamente para tratar el broncoespasmo—debido a cualquier causa, si es por asma o ejercicio–y la enfermedad pulmonar obstructiva crónica. También, es una de las medicinas más usadas en las inhaladores de rescate para aliviar los ataques de asma.
Como un agonista de β2, salbutamol también se usa en la obstetricia. Salbutamol intravenosa puede actuar como un tocolítico para relajar el músculo liso del útero para retrasar el nacimiento prematuro. Aunque se prefiere a fármacos como atosiban y ritodrina, su papel fue reemplazado por bloquedores de los canales de calcio como nifedipina, que tienen más eficacia, son mejor tolerados y son administrados oralmente.
Se ha usado salbutamol para tratar la hiperpotasemia aguda porque estimula al corriente de potasio a las células, que baja el nivel de potasio en la sangre.
Generalmente se administra mediante un inhalador de dosis medida, nebulizador u otros dispositivos de dosificación apropiados. El salbutamol también puede administrarse por vía oral o intravenosa.

### Efectos adversos
Los efectos secundarios están relacionados con la dosis y se deben a la estimulación de los receptores β2 extrapulmonares. Los más comunes son el temblor, la ansiedad, el dolor de cabeza, el espasmo muscular, la sequedad de boca y la palpitación cardíaca. Otros signos o síntomas pueden incluir la taquicardia, la arritmia cardíaca, el sonrojo de cara, la isquemia miocárdica, y el disturbio del dormir y comportar. Más raros pero importantes son reacciones alérgicas como el broncoespasmo, los habones, el angioedema, la hipotensión y la lipotimia. Una dosis alta o su uso prolongado puede causar la hipopotasemia, que concierne especialmente a ellos con fallo renal o ellos quien toman ciertos diuréticos o derivaciones de xantina.
- Temblor muscular debido a la estimulación de los receptores β2 en el músculo esquelético.
- Taquicardia (efecto directo sobre los receptores β2 auriculares, efecto reflejo del aumento de la vasodilatación periférica a través de los receptores β2 ).
- La hipopotasemia es un efecto secundario potencialmente serio. Se debe a la estimulación de la entrada de potasio al interior del músculo estriado por los receptores β2 , que puede ser secundaria a un aumento en la secreción de insulina. La hipopotasemia puede ser grave en presencia de hipoxia, como en el asma aguda, cuando puede haber una predisposición a arritmias cardiacas (capítulo 30). En la práctica, sin embargo, rara vez se observan arritmias significativas después de la administración de agonistas β2 nebulizados en pacientes con asma aguda o con COPD.
- La pérdida de la relación ventilaciónperfusión V/Q es ocasionada por vasodilatación pulmonar en vasos sanguíneos previamente contraídos por la hipoxia, lo que provoca el cortocircuito de sangre hacia regiones mal ventiladas con reducción en la tensión arterial de oxígeno. Aunque en la práctica el efecto de los agonistas β2 en la PaO2 suele ser muy pequeño (reducción <5 mm Hg), en ocasiones, en casos de COPD grave puede ser grande, aunque es posible evitarlo mediante la administración de oxígeno inspirado adicional.
- Efectos metabólicos (aumento de ácidos grasos libres, insulina, glucosa, piruvato y lactato) generalmente se observan sólo después de dosis sistémicas grandes.[12]

Desarrollo a futuro
Los agonistas β continuarán siendo los broncodilatadores de elección para el asma, porque son efectivos en todos los pacientes y tienen pocos o ningún efecto secundario cuando se usan en dosis bajas. Cuando se utilizan según se requiera para el control de los síntomas, los agonistas β2 inhalados parecen seguros. El uso de grandes dosis de agonistas β2 inhalados indica un control del asma inadecuado; tales pacientes deben ser evaluados y se deben usar medicamentos apropiados para el control. Los LABA son una opción útil para el control a largo plazo en el asma y la COPD. Probablemente en pacientes con asma, los LABA se deben usar únicamente en una combinación fija con un ICS, para prevenir el peligro potencial asociado con los LABA solos. Existen pocas ventajas de mejorar la selectividad de los receptores β2 , porque la mayoría de los efectos secundarios de estos agentes se deben a la estimulación de los receptores β2 (temblor muscular, taquicardia, hipopotasemia).

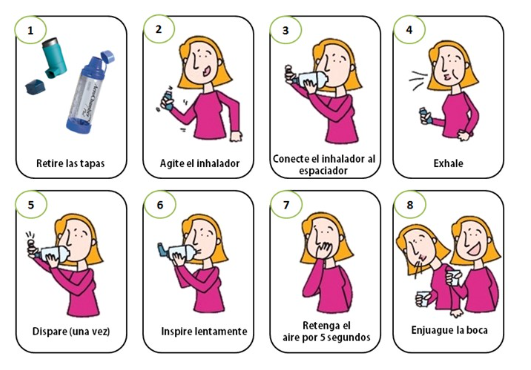
Uso correcto de inhaladores presurizados de dosis medias (pMDI). Solo se absorbe 2-10% en vías respiratorias finas, el 80 a 90% se deglute y se absorbe en el tracto GI.

## Uso veterinario
La toxicidad baja de salbutamol se hace seguro para los animales, y por eso es la medicina preferida para tratar obstrucción aguda de la vía respiratoria en la mayoría de especies. Es usualmente usado para tratar broncoespasmo o tos en gatos y perros y es usado como un broncodilatador para caballos con EPOC. También puede usarse en emergencias para tratar a gatos asmáticos.
Un efecto tóxico requiere una dosis muy alta, y la mayoría de sobredosis son debido a perros mordiendo y perforando un inhalador o vial nebulizador.